# Bystropogon wildpretii
Bystropogon wildpretii là một loài thực vật có hoa trong họ Hoa môi. Loài này được La Serna mô tả khoa học đầu tiên năm 1981.